# 突出部之役
突出部之役（英語：Battle of the Bulge），或称阿登战役（法語：Bataille des Ardennes）。德國B集團軍初稱為守護萊茵作戰，后更为秋霧（德語：Herbstnebel）。發生於1944年12月16日到1945年1月25日，是指德國於二戰末期在欧洲西線戰場比利時瓦隆的阿登地區發動的攻勢。此次戰役與一些次要的較小規模作戰協調進行，其中包括地板行動和獅鷲行動等。德軍此次作戰目標是希望突破英美盟軍戰線并将其一分为二、重新佔領安特衛普，包圍並消滅盟軍位於突出部北面的4個軍團，迫使盟軍在德國佔优势的條件下展開停戰谈判。此次作战如果成功，希特勒就可以集中全力应付东线战事。
此次戰役的計畫是在極度秘密下完成的。虽然「Ultra」（盟軍破譯德國祕密無線電通訊的组织）和美國第3軍團的情报人员表明有迹象顯示德軍会发动进攻，盟军仍然忽视了此次突袭的可能性。此外盟軍過度自信、忙於規劃下一階段進攻計畫、空中偵察不足、美國第一軍團駐防當地的新部隊相對缺乏戰鬥經驗，进一步为德軍的奇襲提供了可乘之机。由于天气的限制，戰役前期盟軍強大的空中力量无法施展，一定程度上致使盟军情報部門未能察覺即將发动的进攻。在此情况下，德軍出乎意料地向盟軍防線薄弱的部份發起進攻。而「突出部」指的正是德軍在戰鬥初始時突入盟軍防線後所製造出來的「凸痕」。
美軍傷亡主要集中在战役的前3天，美軍第106步兵師3個團中有2個團被迫投降。整體而言，突出部之役是美國在二戰所經歷最血腥的一役，美軍阵亡人数达19,000人，超過其它任何戰役。對美國陸軍而言，參與突出部之役的美軍人數與敵軍人數皆超過美國在二戰前曾参与的任何軍事衝突。但戰役告一段落後，有作戰經驗的大部分德軍參戰部隊都遭到重创，殘餘部隊則逐步撤退至戰前的齊格菲防線及萊茵河。

## 背景
1944年8月底盟軍在諾曼第和法國南部登陆成功，之后向德國本土推進的速度也快於預期。大君主作戰原計劃在D＋90日（即诺曼底登陆后第90天）攻至塞納河，然後於大約D＋120日以後攻至德國邊境。盟軍補給因此出現大量問題，除了諾曼第的桑椹臨時港（Mulberry）和用坦克登陸艦從沙灘登陸外，靠近初始登陸點的瑟堡是盟軍掌握的唯一的深水港。雖然盟軍在9月1日彻底奪取了安特衛普港，但由于兵力被优先分配给市場花園行動，出海口附近一直被德軍占领，直到11月28日此港才开始運作。德軍一直到1945年5月仍占领着多個沿海峽的主要港口，而盟軍在1944年占领的港口大多已被破壞無法立即投入使用。不仅如此，诺曼底登陆前盟軍为阻止德軍移动，曾對法國鐵路系統进行大规模轟炸，登陆战之后由于需要花時間修復軌道和橋樑，反而對盟軍自己造成不利影响。虽然设立的紅球快遞計畫卡車貨運系統已经为前线部队补充燃料，但是每運送一加侖的油料到比利時前線，就得在運輸上消耗5加侖的石油。因此10月初盟軍被迫暫停大型攻勢以積存物資。奥馬爾·布拉德利、喬治·巴頓和伯納德·蒙哥馬利皆希望優先補給自己的部隊，以期在解決補給狀況的同時能繼續前進並持續給德軍壓力。不過德懷特·艾森豪威尔將軍偏向寬線戰略但優先補給蒙哥馬利的北部軍，因為他們短期目標是佔領迫切需要的安特衛普港口，和長期目標佔領德國工業的核心地帶魯爾地區。在盟軍因缺乏補給暫停攻勢時，格特·馮·倫德施泰特得以將散亂的德軍重整成半凝聚的防衛軍。
蒙哥馬利元帥在9月主導的市場花園行動，原本計畫橫越萊茵河和繞過齐格菲防线，但最後未能成功也未使盟軍有多少進展。10月加拿大第1軍開始，攻下瓦尔赫伦岛和清理西斯海尔德後，11月28日安特衛普港終於開放船運，至月底補給狀況開始舒緩，盟軍占領南方大港馬賽也對補給有所幫助。
儘管斯海爾德河戰役後前線暫時停頓，德國形勢仍然危急。雖然秋季時仍有軍事行動，如亞琛戰役和許特根森林戰役等，不過西方的戰略形勢大致維持不變。在東方，巴格拉基昂行動消滅了大半德國中央集團軍，蘇聯進展快速，蘇聯紅軍一直推進到超越補給範圍才停止，到了11月蘇聯顯然準備進行冬季攻勢，最可能發生在12月。
同時盟軍空軍自1944年初就有效壓制德國空軍，使他們缺乏戰場情報能力也無能截斷盟軍補給。相反德軍白天的任何移動幾乎都立刻會被發現，且德國的重要石油來源——羅馬尼亞油田也遭盟軍空軍轟炸，同時8月底苏軍攻入羅馬尼亞王國，羅馬尼亞遂發生政變，王室推翻安東內斯庫的法西斯政權，與盟軍停战，終止與德國的同盟，使得德國極度缺乏石油和汽油。
德國部隊在1944年11月的唯一優勢是他們終於不再防守整個西歐，西方戰線縮短頗多，且更靠近德國心臟地帶，即使盟軍仍然掌握制空權，但德國的補給問題還是明顯改善了。除此以外，分佈廣泛的電話和電報網使得德軍不必用無線電通訊，因而剝奪了盟軍最強的武器——無線電竊聽。

### 謀劃進攻
希特勒相信他的軍隊仍可長期防衛德國，只要能在短期內削弱西線的敵軍，希特勒更進一步相信他可以分裂盟軍使英國和美國不理會蘇聯獨自與德國締結和平條約，此計畫若成功，德國將可有足夠時間設計和生產更先進的武器（如噴射機和超級重型坦克），並允許軍力集中到東部。對於這個判斷一般認為不切實際，因為盟軍擁有整個歐洲的空中優勢和有效干預德軍攻擊行動的能力。
此次战役与一些次作战协调进行，其中包括地板行动（Operation Bodenplatte）和狮鹫行动（Operation Greif）等。德军此次作战目标是突破英法美盟军战线并将其一分为二、占领安特卫普，包围并消灭盟军的四个军，迫使盟军在轴心国占优势的条件下谈判。此次作战如果成功，希特勒就可以集中全力应付东线战事。
不少德軍高階參謀擔憂盟軍的空中力量在天氣良好時可以有效遏制任何攻擊行動，希特勒忽略或駁回了這些擔憂，不過攻擊時間被特意定在晚秋，這個西北歐經常被大霧或低雲覆蓋的季節，以消除盟軍空中威脅。
盟軍在荷蘭的進攻（市場花園行動）於1944年9月結束，巴格拉基昂行動也差不多在同一時間告終，戰略主導權暫時轉回德國，他們相信對此主導權最好的利用方式是攻擊西部數量較少的盟軍，而不是龐大的蘇軍，因為即使是包圍和消滅整個蘇軍的不切實際計畫真的能完成，蘇聯還是會保有數量優勢。此外，東部多數「天然」防衛線還在德軍控制之下。
在西部補給問題開始明顯阻礙盟軍作戰行動，雖然1944年11月開放安特衛普港使狀況稍微改善，但盟軍部隊過於分散，他們的陣地從南法一直延伸荷蘭，德軍計劃的假定是對此人員薄弱防線的一次成功打擊將可遏止盟軍整個西線的挺進。
有不少對西部的大型攻擊計劃被提出來，但德國最高指揮部很快將注意集中在其中的兩個：
1. 用鉗形戰術包圍亞琛附近的美國陸軍，期能包圍美國第9軍團和第3軍團，並奪回曾在今年稍早延滯美軍的極佳防衛地點。
2. 用閃擊戰戰術進攻防衛薄弱的阿登，撕裂英美戰線和佔領安特衛普。閃擊戰計劃後來被命名為「守衛萊茵行動」，守衛萊茵（Die Wacht am Rhein）是德國著名愛國頌歌，天生有欺敵和有助提高軍隊士氣作用，暗示西線戰略是停止和觀望。

希特勒選擇第2個計畫，因為他相信一個成功的包圍戰對整體情勢無補，並認為分割英美聯軍的前景更有吸引力，蒙哥馬利和巴頓之間的不合眾所周知，希特勒希望可以從中取利。若攻擊成功，奪取安特衛普將可以將四面斷絕補給的美軍陷在德軍戰線後方。
兩個計畫都將攻擊集中在美國的部隊上，原因主要是因為希特勒相信美國人缺乏戰鬥能力，並相信他們的後方家鄉若聽到子弟損失慘重的消息會崩潰。

### 計劃

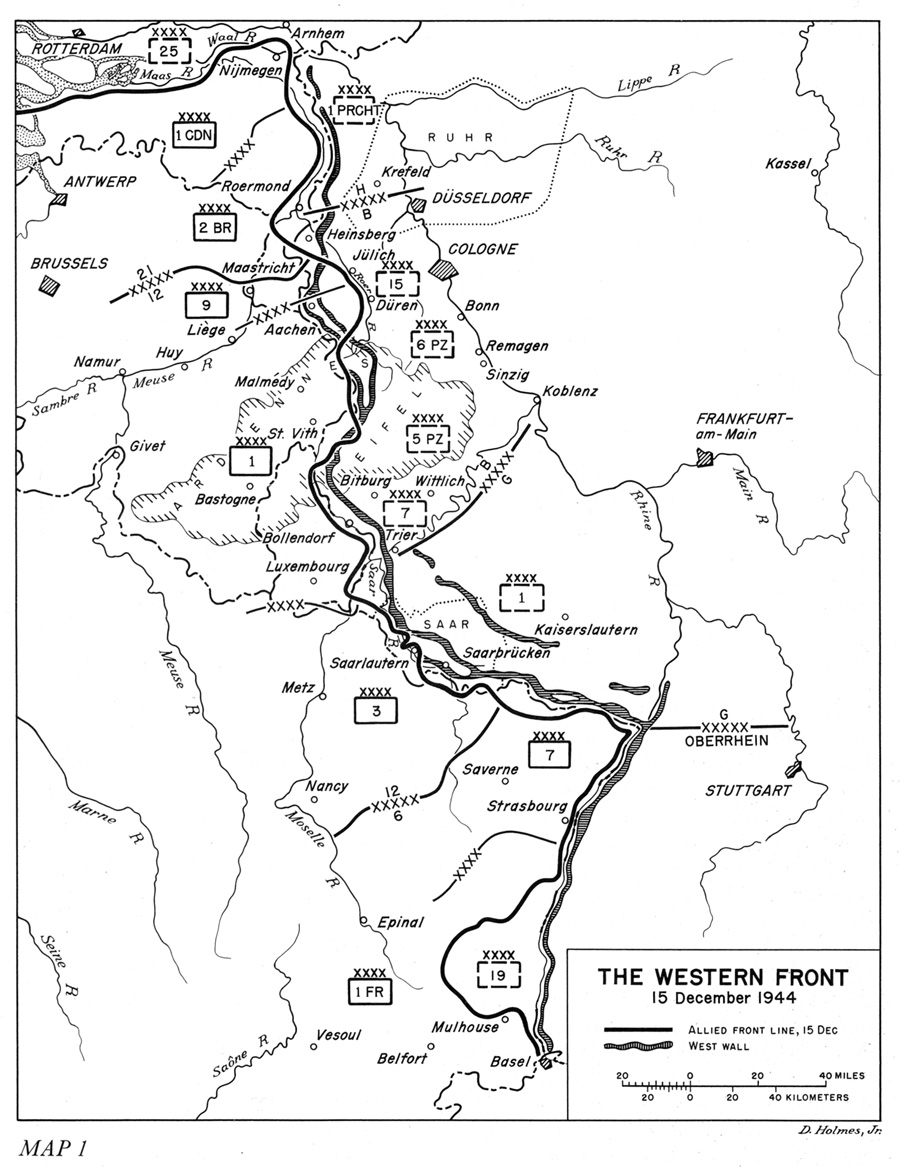
1944年12月15日的西線情勢圖

國防軍最高統帥部，在希特勒的堅持下，於9月中決定向阿登進攻，如同1940年的法国战役，不過當時德軍是先穿越阿登再接戰，而1944年的計畫則要求在森林內開戰，主力部隊將向西挺進至默兹河，然後向北到安特衛普和布魯塞爾，阿登的狹窄地形將使快速移動困難，但到默兹河後的開闊平原為成功衝刺至海邊提供良好前景。
共選出4個軍團參與這次作戰：
- 第6裝甲軍團，由約瑟夫·迪特里希率領。此軍團於1944年10月26日剛成立不久，內包含武裝親衛隊第1阿道夫·希特勒警衛旗隊裝甲師和第12希特勒青年團裝甲師。該單位被託付此次作戰的主要目標：佔領安特衛普，下辖：
  - 第326步兵師
  - 親衛隊第12師
  - 第277步兵師
  - 第12步兵師
  - 親衛隊第1師
  - 第150坦克旅
  - 第3空降獵兵師
- 德國第5裝甲軍團，由哈索·冯·曼陀菲尔率領，負責進攻中路和佔領布魯塞爾，下辖：
  - 第18步兵師
  - 第62步兵師
  - 第560 擲彈兵師
  - 第26步兵師
- 德國第7軍團，由埃里希·布兰登贝格尔（Erich Brandenberger）率領，負責進攻最南路和保護側翼。雖說是軍團，但此單位僅由4個步兵師組成，且沒有可做矛頭的裝甲部隊，因此在整場戰役都沒什麼成果，下辖：
  - 第276步兵師
  - 第212步兵師
  - 第352步兵師
  - 第3空降獵兵師
- 德國第15軍團，由古斯塔夫-阿道夫·冯·灿根（Gustav-Adolf von Zangen）率領。此軍最近在市場花園作戰做過激烈戰鬥因而重整，被部署在阿登戰場最北端，負責牽制美軍部隊移動，若情況有利就自己進攻。

作戰總指揮為德國B集團軍司令瓦爾特·莫德爾和西線總司令格特·馮·倫德施泰特。
計劃設計者們認為作戰成功有4項關鍵要素：
- 攻擊必須完全出乎意料。
- 天氣必須差，以消除盟軍空軍對德國進攻部隊和補給線的威脅。
- 進度必須快，莫德尔宣稱若想有任何成功機會則必須在第四天到達默兹河。
- 因為油料短缺所以必須從盟軍手中完整奪取油料，參謀總部預估他們必須在激烈戰鬥狀況下奪取到安特衛普所需油料的33%到50%。

原計畫預計使用大約45個師，其中包括由12個裝甲師和裝甲擲彈兵師組成的裝甲矛頭和各種步兵單位，但後來因為嚴重人力短缺，所以被縮減成約30個師，裝甲部隊大多被留下來，但為了要防衛東部使得步兵單位不足。這30個新建師用掉一些德國最後的後備人力，其中包括由戰場老兵和那些原被認為太年輕或太老不適合戰鬥的新募兵混合組成的國民擲彈兵部隊。因為德國極端缺乏油料—那些無法用鐵路直接運輸的物資必須用馬拖以節省油料—攻擊行動因此從11月27日延遲到12月16日。
發起攻擊前，盟軍對於德軍的部隊移動完全一無所知。奪回法國時法國反抗軍為盟軍提供了關於德軍部署的寶貴情資，但此一消息來源在到德國邊境後便告枯竭。德軍在法國時使用恩尼格玛密码机加密的無線電傳遞命令，盟軍可以從中攔截和解密這些無線電從而得到稱為Ultra的情資，但在德國境內這一類的命令通常改用電話和电传打字机傳遞。而且對關於這次進攻的所有相關行動特別下達了無線電靜默令。德意志國防軍在7月20日密謀案後的肅清，也使得保安更為嚴密和減少洩密，秋季多霧的天氣也使盟軍偵察機無法正確判讀地面情報。
盟軍的情報單位從獲得的一點點情資相信了德國希望他們相信的是，德國無力發起任何大型攻擊行動。事實上因為德國的努力，他們相信德國在北萊茵河杜塞道夫附近新組建了一支防衛軍，這是靠增加防空陣地和蓄意增加無線電流量來達成。盟軍最高指揮部因此依據他們情報單位的評估判斷阿登是屬於平靜地區。
因為阿登被認為是平靜地區，基於經濟準則的考量它被用來做為新部隊訓練地和做過激烈戰鬥部隊的休整地，因此美國佈署在這個地區的部隊是缺乏經驗的部隊（美軍第99步兵師和第106步兵師）和屢經戰陣前來此地整補的部隊（美軍第2步兵師）兩者的混合。
德國為這次進攻計畫了兩項大型特戰任務，在10月時決定由奧托·史科茲尼，這位曾救出前義大利獨裁者墨索里尼的德軍指揮官，率領由會講英語的士兵組成的部隊進行狮鹫行动。這些士兵將穿著從屍體和戰俘身上奪來的英美軍制服和軍牌，前往敵後修改路標、誤導交通、製造混亂並佔領默兹河位於列日和那慕爾之間的橋樑。11月底時又增加了一項充滿野心的特戰任務，中校（Friedrich August von der Heydte）將率領一隊空降兵進行史塔瑟作戰，他們將在夜晚被空投在敵後，佔領马尔默迪附近的一處重要路口。
德國情報單位預估蘇聯重起攻勢的日期在12月20日，蘇聯這次進攻目的將是擊潰德軍在東線的剩餘抵抗能力以打通前往柏林之路，他們希望史達林在得知德國開始進攻阿登後會延後作戰，待結果出曉後再行動。
希特勒和參謀群在作戰的最後準備階段離開了他們位於東普魯士的指揮部狼穴，短暫停留柏林後，希特勒在12月11日抵達位於南德的指揮部鷹巢（這也是他在1940年曾成功指導對法和低地諸國作戰的地點）。

## 初期德軍攻勢

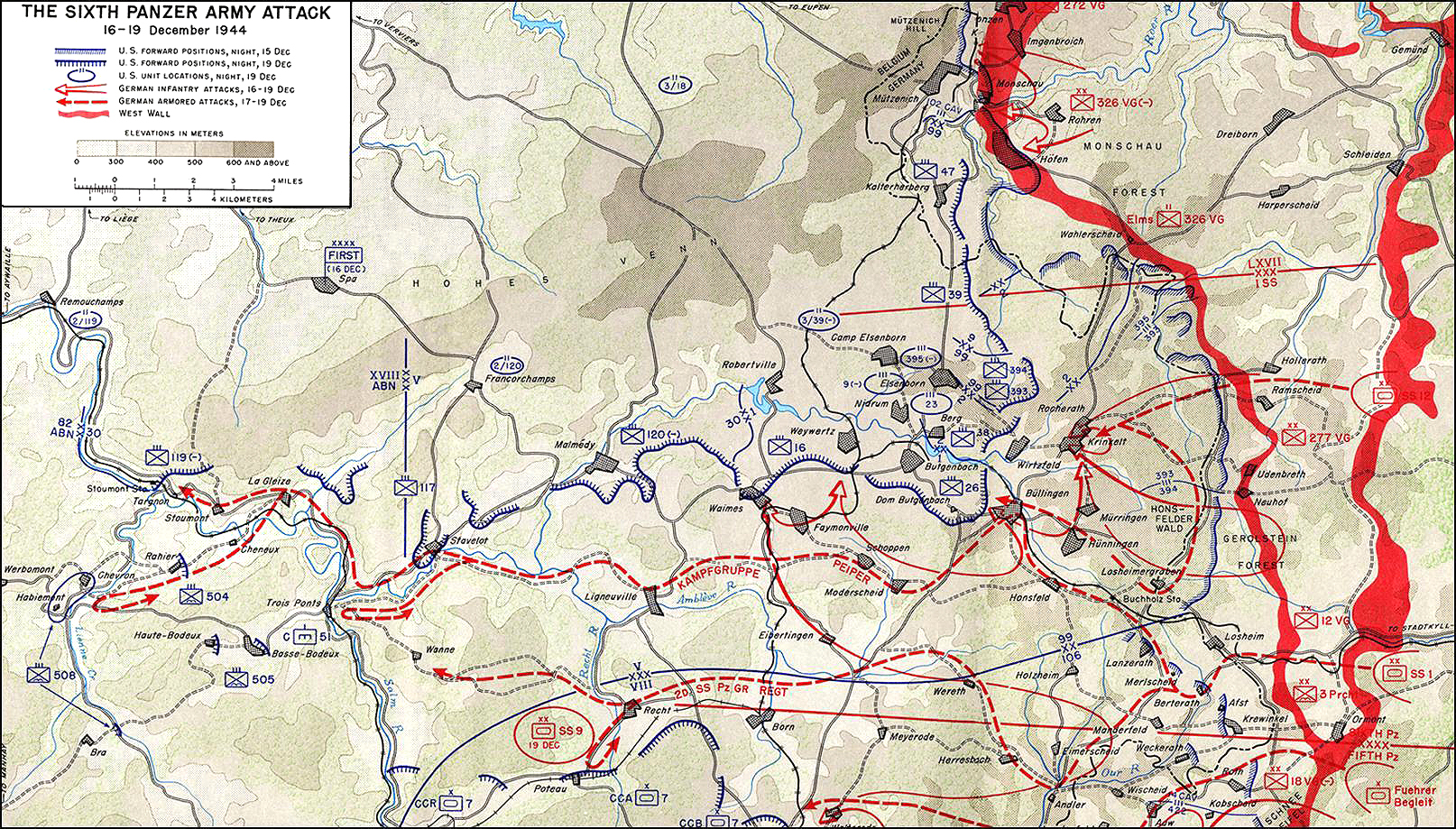
澤普·迪特里希之武裝親衛隊第6裝甲軍團在北路進攻路線

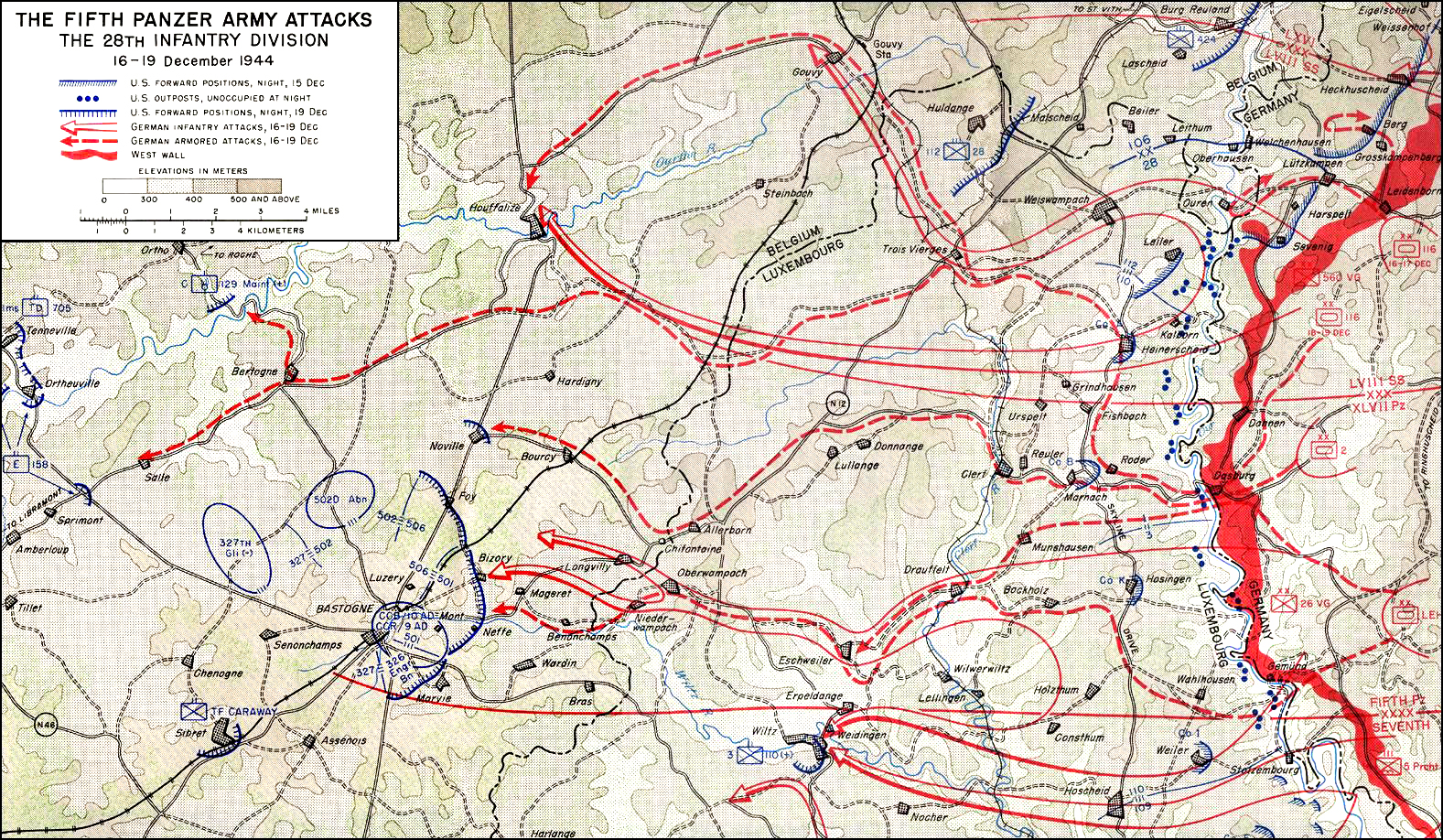
哈索·馮·曼托菲爾之第5裝甲軍團在中路進攻路線

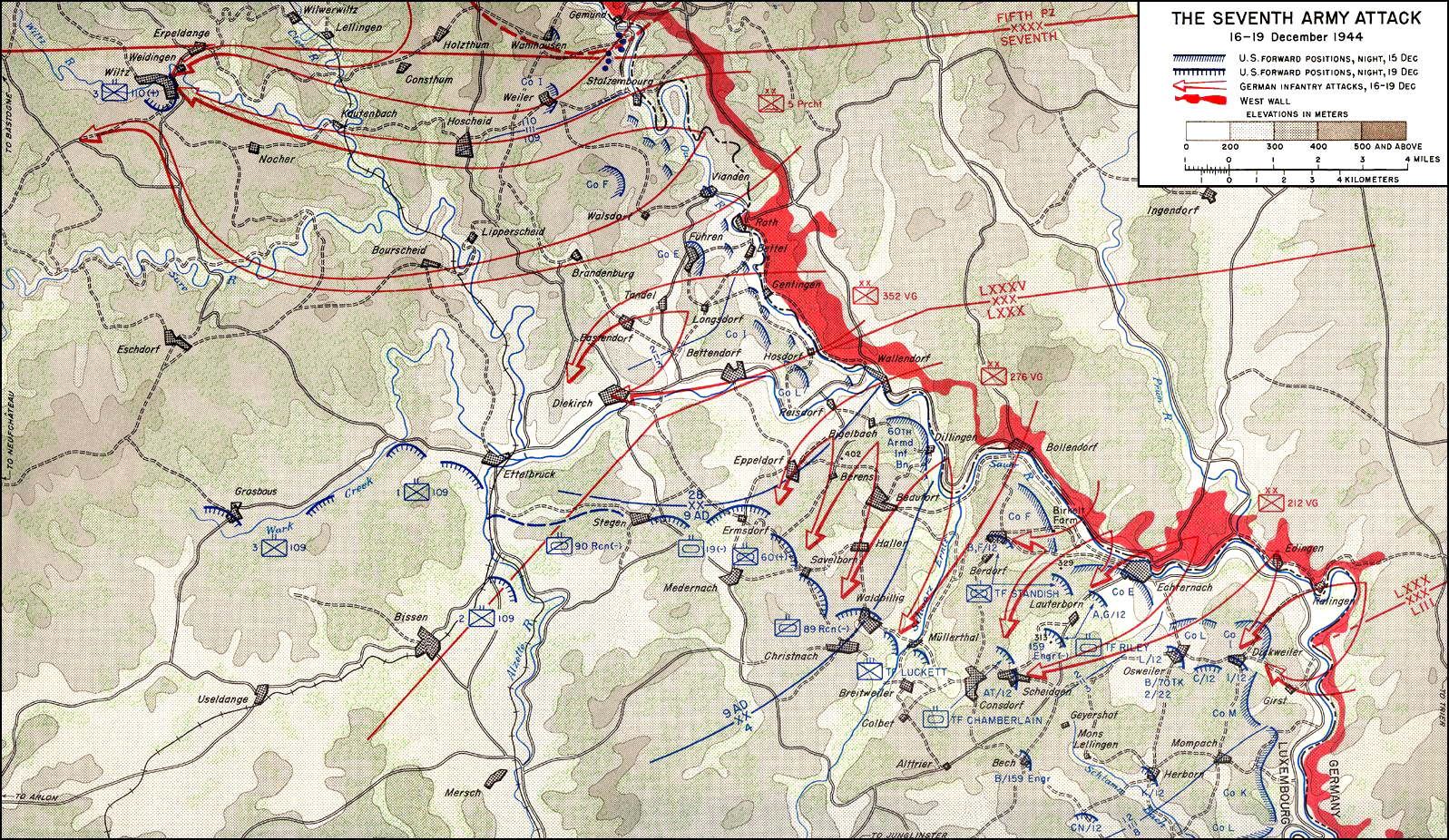
埃里希·布蘭登貝爾格的第7軍團在南路進攻路線

1944年12月16日德軍開始進攻，在凌晨5時30分德軍用火砲猛烈攻擊面對武裝親衛隊第6裝甲軍團的盟軍。8时整德國3個軍團全軍開始向阿登進攻。在北部澤普·迪特里希率領的第6裝甲軍團為突破列日向洛斯海姆山口（Losheim Gap）和埃尔森博恩山脉（Elsenborn Ridge）進攻。中路哈索·冯·曼陀菲尔率領的第5裝甲軍團向巴斯托涅和圣菲特進攻，這兩個道路交匯處有極重要的戰略地位。在南部布兰登贝格尔的第7軍團向盧森堡推進，以保護側翼不受盟軍攻擊。
在北部的武裝親衛隊第6裝甲軍團的步兵單位進展不太順利，因為他們在艾森伯恩山脈遇到美軍第2步兵師和第99步兵師的頑強抵抗，延緩了他們的推進。這使迪特里希被迫提早出動他的裝甲部隊，但自12月16日起阿登部份地區便被籠罩在雪暴中。雖然這如德軍所願將盟軍空軍牽制在地面，但此天氣被證實對德軍也是問題，因為路況不佳妨礙他們的推進，不良的交通管制導致嚴重交通阻塞和前線單位缺乏油料。
中路的德軍進展比較順利，他們進攻的地點是由美軍第28步兵師和第106步兵師所據守的20英里寬的施内艾费尔（Schnee Eifel）地區。進攻這裡的德軍並沒有如北路一樣擁有壓倒性的兵力優勢，但居然成功的使用鉗形戰術包圍第106師的兩個團（第422和423團）並迫使他們投降，這要歸功於曼托菲爾成功運用了他的新戰術。美國陸軍官方歷史寫道：「此地損失至少7,000人，實際數字可能接近8,000人或9,000人。武器和裝備的損失當然也非常慘重，因此西尼·艾伏之役是美國在1944年—1945年歐洲戰區損失最慘重的挫敗」。
曼托菲爾戰線南方的主要攻勢是各進攻師越過烏爾河，然後對重要路口聖維特和巴斯托涅加強施壓，裝甲縱隊攻取外圍村落。這些村落的頑抗以及德方的交通混亂，使美軍第101空降師得以在12月19日乘卡車抵達巴斯托涅。巴斯托涅的激烈抵抗，特別是這裡的美國工兵部隊表現特別顯著，使德軍無法快速攻取此鎮。因此裝甲縱隊由兩邊繞過，巴斯托涅在12月20日被斷絕交通。
在最南方布蘭登伯格的3個步兵師在前進4英里後便被美國第8軍攔下，此戰線從此被牢牢守住。布蘭登伯格指揮下的部隊只有第5傘兵師得以在內側翼向前推進12英里，以完成他們被特別指派的任務。
艾森豪威尔和他的主要指揮官們12月17日發覺在阿登的戰鬥是一次大型進攻而不是地方性的反擊，因此命令了大量援軍前往此地區。在一星期內有250,000人的部隊增援此地，除此之外，第82空降師也被空投在靠近列日的地方以支援突出部北方的戰鬥。

### 史塔瑟作戰
此作戰原本預定在12月16日清晨開始，因為天氣不好又缺油料，發起日推遲了一天，新的空投時間設為12月17日凌晨3時，空投區是马尔默迪北方11公里，作戰目標是佔領巴拉克·米歇尔（Baraque Michel）路口。馮·德·海德中校和他的部下將攻下此地並據守約24小時，直到武裝親衛隊第12希特勒青年團裝甲師前來換防，以阻礙盟軍援兵和物資流入此地。
12月16日午夜剛過不久，112架Ju 52運輸機載著1,300名德國傘兵在一場強大雪暴中起飛，強風和視線不良導致許多飛機飛離航線，也使傘兵甚至最遠被投在離預定空投區12公里遠的地方。僅有小部分的部隊空降在靠近預定空投區的地方，即使是飛機距離預定空投區相對較近的傘兵也很多被強風吹離目標，並使空降困難很多。
至中午時分終於有約300名傘兵集結，但若要對抗盟軍此軍力仍然太小太弱。馮·德·海德中校放棄了原定奪取路口的計畫，改下令他的部隊用類似游擊戰的方式騷擾附近盟軍。因為跳傘分佈範圍很廣，阿登各處皆通報有德國傘兵降落，這使盟軍相信德軍進行了師級的空投，結果造成很大混亂，並使盟軍將部隊部署在後方，而不是送往前線對抗德軍主力。

### 格里芬行动

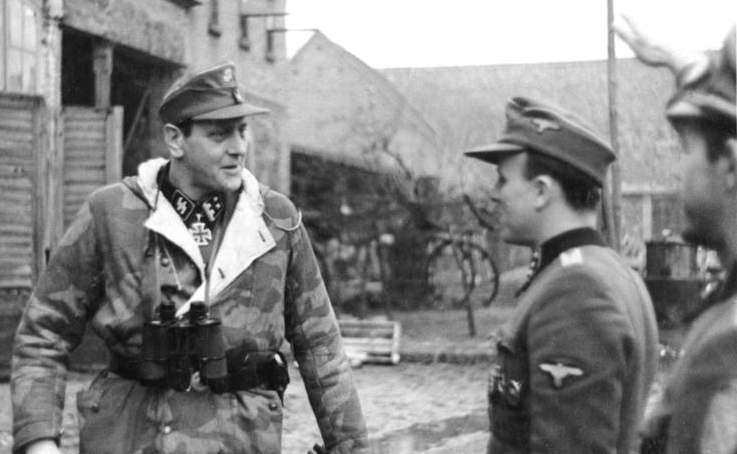
奧托·史科茲尼，有「歐洲最危險的男人」之称

狮鹫行动又稱為格里芬行动，史科茲尼成功率領一小部份他領導的經過變裝、會講英語的德軍組成的營滲透入敵後，他們雖然未能完成奪取默兹河上橋樑的關鍵任務，但此營的行動使盟軍在各層面的軍事活動皆產生混亂，流言像野火般漫延，甚至連巴頓將軍都提高警覺，並在12月17日向艾森豪將軍描述狀況時說道：「德国鬼子（Krauts）...會講流利的英語...製造麻烦、剪斷電線、轉動路標、使各師提心吊膽，並將一個突出部硬推入我們的防線」。
檢查哨很快在盟軍後方各處設立，這嚴重減緩士兵和裝備的移動速度。憲兵查問軍人「每個美國人都應知道的事」，如米老鼠的女朋友是誰、棒球經典比賽的比數或伊利諾州的首府，其中後者導致布萊德雷將軍被短暫拘留，雖然將軍給出了正確答案，但詢問的美軍憲兵卻以為伊利諾首府是該州的第一大城芝加哥。
更加严密的防范措施加大了德軍滲透者行動的难度，其中的一些人被捕，他們甚至在被質詢時仍進行他們散佈錯誤消息的任務。當被詢問他們的任務時，一些人回答他們被下令前往巴黎暗殺或俘虜艾森豪將軍，將軍週遭保安因此極大提升，且被限制在他的指揮總部內。因為這些俘虜被捉時身著美軍制服，因此在不久後他們就被槍決，這是當時所有正規軍的標準處置方式。日內瓦公約對於這方面並未清楚說明，僅表示所有士兵必須穿著制服以識別他們戰鬥員的身份。史科茲尼了解如果他們在開火時身穿德軍制服此種作戰就仍在國際法容許範圍內。史科茲尼和他的手下完全了解他們被捕後極可能遭受的命運，且大多數在盟軍制服下還穿了一套德軍制服。史科茲尼逃過了追捕，活到戰後，並可能參與前納粹武裝親衛隊成員（ODESSA）的地下逃脫網路（Ratlines）。

### 马尔默迪屠殺

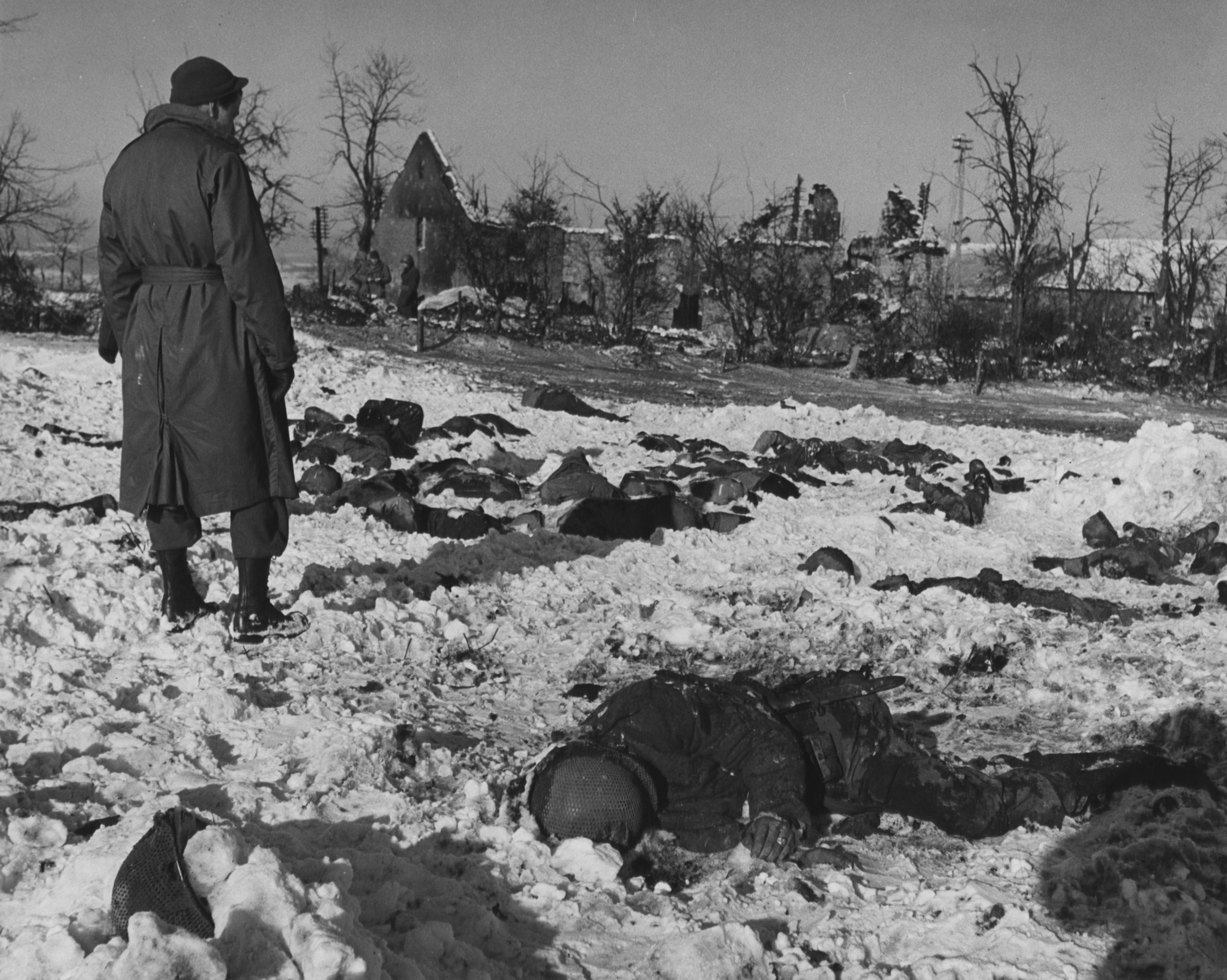
马尔默迪屠殺

在北部，武裝親衛隊第6裝甲軍團的主要裝甲矛頭派佩尔戰鬥群（Kampfgruppe Peiper）的4,800名士兵和600台載具，在武裝親衛隊约阿希姆·派佩尔上校的指揮下，向西往比利時方向前進。他們在12月17日早上7時奪取了美軍靠近布林根附近的一處存油基地，稍停補充油料後，他們繼續向西，在12時30分接近一個小村落博涅（Baugnez），位於马尔默迪和利尼厄维尔（Ligneuville）之間半路的山頂上。他們在此遭遇屬於美國第285砲兵觀測營的小部隊，短暫接火後美軍投降，他們在被解除武裝後和其他更早被俘虜的美軍（約150人）一起被趕去站在一處靠近路口的空地。他們在此處被掃射，是何原因導致開火並不明朗且沒有記錄顯示党卫军軍官下令開火，不過此類槍殺戰俘事件對於在東線的雙方較為普遍。此事件迅速傳遍盟軍戰線，此後士兵們便普遍不留武裝親衛隊或德國傘兵的戰俘，被俘虜的派佩尔戰鬥群士兵戰後被送往马尔默迪屠殺審判法庭。
戰鬥仍在繼續，傍晚時武裝親衛隊第1阿道夫·希特勒警衛旗隊裝甲師矛頭已向北推進接戰美國第99步兵師而派佩尔戰鬥群則到達斯塔沃洛前方。他早已落後進度，因為從艾费尔山（Eifel）到斯塔沃洛已花了36小時，在1940年此段路程只花了9小時，美軍在撤退時炸掉所有橋樑和油槽，以免德軍獲得極度需要的油料，使德軍推進的速度更慢。

#### 韦雷特11人
1944年12月17日在位於聖維特東北約一千碼的韦雷特（Wereth）村發生了另一场小規模的屠殺。尽管11名美國黑人已经投降，但在遭受折磨後被武裝親衛隊第1阿道夫·希特勒警衛旗隊裝甲師汉森战斗群（Kampfgruppe Hansen）的人槍殺，殺人者身份至今不明，也從未因為此罪行受到懲罰。

### 派佩尔戰鬥群的進攻
派佩尔在12月18日進入斯塔沃洛，在此遭遇美方守軍的頑強抵抗。在未能擊敗此地區的美軍後，他在鎮內留下一小部支援部隊，然後率領大部分的軍力向特鲁瓦蓬的橋樑前進，但在他抵達時，此橋已經被美國工兵部隊摧毀了。派佩尔離開此地前往拉格莱兹村（La Gleize），然後再由此往斯图蒙，在派佩尔接近此地時，美國工兵部隊炸掉橋並據守壕溝準備打一場艱苦的戰鬥。
美軍在12月19日重新奪回防禦薄弱的斯塔沃洛，切斷他的部隊與主力部隊和補給的聯繫。隨著他們在斯塔蒙特的處境越來越絕望，派佩尔決定撤往拉格萊茲並在該處設下防線等待德軍的救援部隊。在12月23日派佩尔決定突圍重回德軍防線，此戰鬥群的士兵被迫留下他們的載具和重裝備，不過大多數得以逃脫。

### 聖維特
位於中間的小鎮聖維特是一處極重要的道路匯集口，是對曼托菲爾和底特里希部隊的嚴峻挑戰。防守方由美國第7裝甲師帶頭，並包括第106步兵師一個團和一些來自第9裝甲師和第28步兵師的小部隊。他們在布魯斯·C·克拉克將軍（Bruce C. Clarke）指揮下成功抵擋了德軍的進攻，因此大大減緩了德軍前進速度。聖維特在12月21日被命令放棄，美軍部隊退往此地區佈有壕溝的據點，形成德軍成功推進的威脅。12月23日隨著側翼被德軍擊潰防線已無法維持，美軍部隊被命令撤至薩爾姆河（Salm）以西。因為德軍的計畫原要求在12月17日下午6時佔領聖維特，因此在此地和週遭的拖延對其時間表形成重大打擊。

### 巴斯托涅
12月19日盟軍高階將領在凡爾登一處碉堡举行會議，艾森豪在了解了若對方是空曠地的攻方而非守方的情況下消滅德軍會容易很多之後，他告訴將軍們：「目前形勢對我們而言是一個機會而非災難，在座各位不許有不高興的表情。」巴頓瞭解了艾森豪的意思，便回應道：「我們乾脆放膽讓他們一路衝到巴黎，然後我們就可以確實將他們切斷和咀嚼。」艾森豪詢問巴頓他的美國第3軍團（位於中南法）轉北反擊需花多少時間，巴頓說他可以在48小時內完成。此答案令其他將軍感到不可置信，事實上在他前來參加會議之前，巴頓已下令他的幕僚準備轉北，當艾森豪詢問他的時候，巴頓麾下部隊已在移動中了。艾森豪將美國第1軍團和第9軍團、從布萊德雷的第12集團軍撥至蒙哥馬利的第21集團軍轄下。
12月21日德軍已包圍巴斯托涅，此地由美軍第101空降師和第10裝甲師B戰鬥群（Combat Command B）據守著。鎮內狀況艱難，多數醫療用品和醫療人員皆已被俘擄，糧食不足，彈藥存量低到火砲組員被禁止向挺進的德軍開火，除非有大部、密集的對象。德軍雖然頑強進攻，但仍無法攻下此地，迫使德軍指揮官向巴斯托涅的美軍指揮官送交此要求:
給被包圍在巴斯托涅的美軍指揮官：戰爭的好運正在轉向，這一次強大的德國裝甲部隊包圍了美國在巴斯托涅和其附近的軍隊...只有一個可能使被包圍的美國部隊免於完全覆滅，就是此個被包圍鎮值得尊敬的投降...若此提議被拒絕，一個德國砲兵軍和六個重防空營已預備好消滅美國部隊...此等火砲導致的慘重平民死傷將不合美國著名的人道原则...
——德國指揮官
當安東尼·麥考利夫准將被德國的劝降激怒后，他的回應只用了一个字：「Nuts！」。（此個單字在北美俚語有許多不同意思，包括「該死」、「狗屁」、「去你的」和「睪丸」，在此處是用來代表拒絕，類似「滚蛋」或者「呸」）。
得知美軍不肯投降的德軍，随即選擇在數個地點集中攻勢，輪番對其發起攻擊，而非一次同時攻擊各地點。雖然這迫使防守方為了擊退進攻而須不斷移防救援，但也使德軍浪費了自己的數量優勢。

### 默兹河
為了確保在日韦（Givet）、迪南（Dinant）和那慕爾安全橫越默兹河，蒙哥馬利在12月19日下令附近的少量部隊守住該等橋樑，導致匆忙集結的軍力包含了後方梯隊、憲兵和陸軍航空兵成員。本來準備換裝新戰車的英軍第29裝甲旅，也被命令取回其原有戰車，並迅速趕往此地區。在荷蘭的英軍第30軍，也開始往此地區移動。

## 盟軍反攻

截至1944年12月26日的德軍攻勢效果，橙色圈線為德軍在當時實際戰果區域，但對於深紅色圈線的德軍預定目標：布魯塞爾和安特衛普而言仍有極大差距

在12月23日天氣開始改善，使盟軍空軍得以攻擊，他們對德軍後方補給點毀滅式轟炸，P-47也開始襲擊路上的德軍部隊。盟軍空軍對巴斯托涅的守軍也有所幫助，空投了他們非常需要的補給：藥品、食物、毛毯和彈藥，一些志願的軍醫用滑翔機飛進去並在一間工具室進行手術。
至12月24日德軍推進已被有效遏止在默兹河前，英國第30軍的部隊據守著日韦、迪南和那慕爾的橋樑，美國的部隊也準備好接替。德軍已超出他們的補給範圍，油料和彈藥的短缺變得很急迫，直到目前此個階段德軍損失仍然輕微，特別是裝甲部隊。除了派佩尔的部隊外幾乎全未損傷。在24日傍晚哈索·馮·曼托菲爾將軍向希特勒的軍事副官建議停止所有攻擊行動並撤回齊格菲防線，被希特勒拒絕。
當時巴頓的第3軍團正在為解救巴斯托涅奮戰，12月26日16時50分美軍第37裝甲團的前導部隊抵達巴斯托涅，結束圍城。

### 德軍反擊
為了持續進攻，德軍在1月1日發起了兩個新作戰。在9時15分德國空軍發起地板行動，這是一個針對盟軍在低地國家機場發起的大型作戰。此作戰使盟軍有約465架航空器被擊毀或嚴重損傷，不過德國空軍損失277架飛機，其中62架毀於盟軍戰鬥機，88架毀於盟軍高射砲，84架毀於友軍高射砲（因為任務秘密，德軍高射砲部隊未被知會此作戰），盟軍在數十日之後便補足了飛機的損失。此作戰使德國空軍「前所未有地虛弱，且再也無力發起任何大型攻擊」。
同一日，德國G集團軍向兵力稀疏分散在110公里長防線的美國第7軍團發起北風行動，此是德國在西線的最後一次大型攻勢。之前已在艾森豪命令下向阿登輸送部隊、裝備和補給的美國第7軍團很快就進入危急狀態。至1月15日第7軍團所屬的美國第6軍在阿爾薩斯陷入生死存亡的三面作戰。隨著傷亡數不斷累積和替代兵力、戰車、彈藥和補給的短缺，第7軍團被迫在1月21日撤至莫代尔河南岸的防守位置。德軍在1月25日終於結束進攻，在諾德萬德作戰艱苦、絕望的戰鬥中，第6軍蒙受了14,716人的死傷，第7軍團的死傷總數不明，不過至少包括9,000人的戰傷和17,000人的傷病。

### 盟軍獲勝

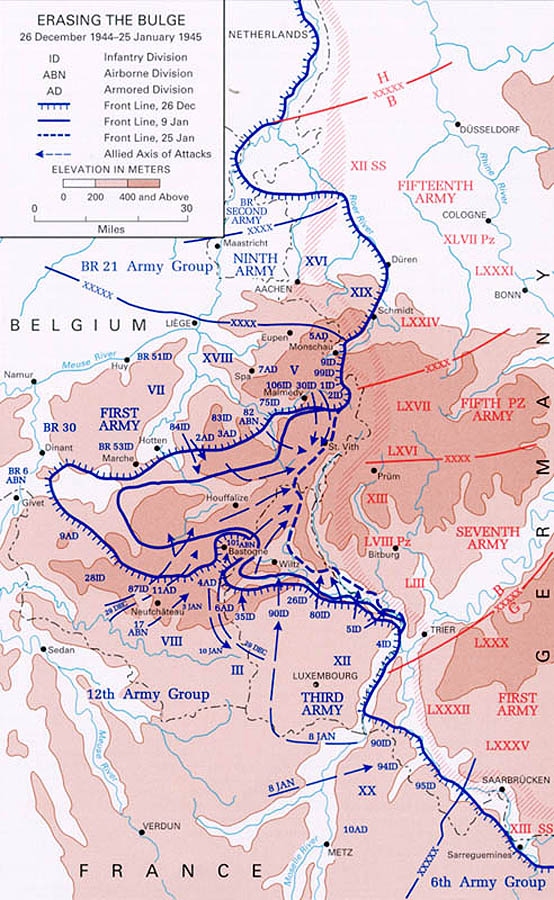
抹除突出部，盟軍的反攻，12月26日—1月25日

雖然德軍停止進攻，但他們仍然控制著在盟軍防線上的危險突出部，因此盟軍決定南部以巴斯托涅為中心的巴頓的第3軍團向北進攻，北部蒙哥馬利的部隊向南突擊，這兩支部隊計畫將在烏法利茲會合。
1945年1月的氣溫不尋常地低，卡車必須每半小時啟動一次否則內部的油會結凍，武器也會結凍，然而進攻仍然繼續進行。
艾森豪希望蒙哥馬利在1月1日開始攻擊，目標是與推進中的巴頓第3軍團會合，趁大多數德軍正在進攻，切斷其退路，並將他們陷入包圍。不過，為免冒險以準備不良的步兵在雪暴中進攻戰略上不重要地區，蒙哥馬利遲至1月3日才發起攻擊。在攻勢剛開始時，兩軍相隔約40公里，進度皆被限制在約一日1公里，多數德軍以邊打邊退的方式成功撤離戰鬥區域，但因為缺乏油料，德軍大多數的裝甲車輛必須放棄。在1945年1月7日希特勒同意從阿登撤離部隊，包括武裝親衛隊裝甲師，因此結束了所有攻勢作戰。

## 盟軍最高指揮部中的爭議
在希特勒發出撤退命令的同一日，蒙哥馬利在1月7日在宗霍芬召開了一次記者會，在該處他承認美國部隊的「勇氣和良好戰鬥素質」對勝利的貢獻，並將美國人描述成典型是「非常勇敢戰鬥的人，有成為一個偉大士兵所需的堅韌」。接著他描述盟軍團結合作之必要，並贊揚艾森豪，他說：「團結贏得戰鬥，戰鬥勝利贏得戰爭，在我們團隊，隊長是艾森豪將軍」。
此記者會引起一些爭議，因為他的言論被理解成自我吹捧，特別是他聲稱當狀態「開始惡化時」，艾森豪將北部交給他指揮。艾森豪和巴頓皆認為此錯誤描述了英軍和美軍在阿登的戰鬥中所佔相對的比例，在此個讓艾森豪和巴頓反感的著名言論中，蒙哥馬利沒有描述除了艾森豪外任何美軍將領的貢獻，所以被認為是一種侮辱，而且只將焦點集中在自己的帶兵能力上。蒙哥馬利說他認為反攻進行的很順利，但沒有說明為何將進攻延遲至1月3日，後來他將此個歸因於他須要更多時間準備。據邱吉爾說，巴頓從南部的進攻雖然穩定但速度慢且受到嚴重損失，蒙哥馬利聲稱他試著要避免此種狀況。
蒙哥馬利後來承認錯誤寫道：「我現在認為我從來不應該召開該個記者會，美國將軍們對我反感之大，不管我說了何物都註定是錯，因此我應該任何話都不說」。艾森豪在他的回憶錄如此評論：「我懷疑蒙哥馬利曾經了解一些美國將軍到底有多憤怒，他們認為他貶低了他們，而他們也隨之對他報以輕蔑和鄙視」。
布萊德雷和巴頓皆威脅要辭職，除非蒙哥馬利被撤換，布萊德雷隨後開始招徠媒體，據說他後來幾乎很少離開指揮總部「除非有至少15名新聞記者」，並有傳言他和巴頓然後開始洩露對蒙哥馬利有害的情資。艾森豪在他的英軍代理人亞瑟·泰德的支持下，有意將蒙哥馬利解職，不過最終來自蒙哥馬利和他的參謀總長弗雷迪·德·甘冈少將（Freddie de Guingand）以及美國沃特·貝戴爾·史密斯中將（Walter Bedell Smith）的干預使艾森豪重新考慮並使蒙哥馬利得以致歉。

## 突出部後的戰略形勢
雖然德軍的推進被制止，整體狀態仍然頗為危險，在1月6日溫斯頓·邱吉爾再次向史達林要求支援。1月12日蘇聯紅軍在波蘭和東普魯士發動維斯瓦河-奧得河攻勢，蘇聯方面的消息聲稱這次的進攻比計畫時間還提早，不過大多數西方的看法對此存疑，並認為蘇聯這次進攻因為西方的狀況而延後，史達林在等待雙方耗盡軍力。
突出部之役在兩支美軍於1945年1月15日會合後正式結束。

## 戰後

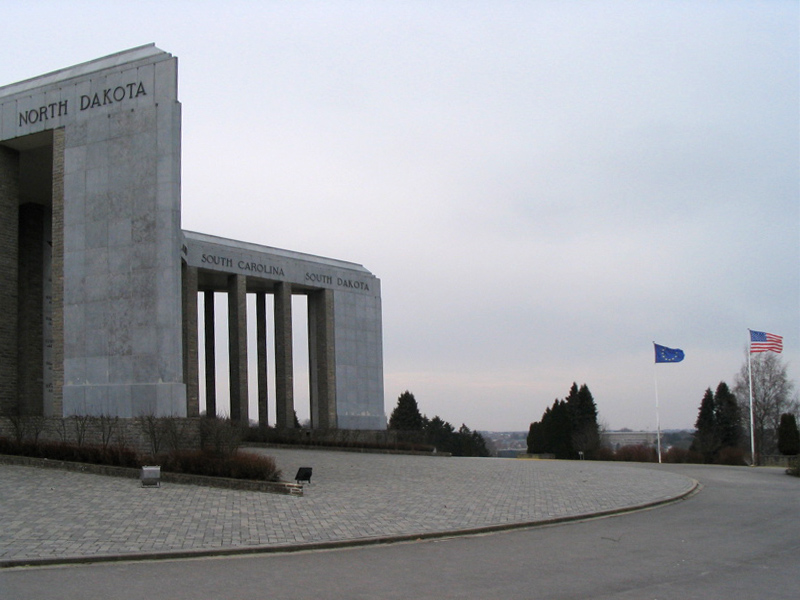
位於比利時的突出部之役記念館

對於傷亡的評估各自有很大差異，美國官方數據為美軍死傷80,987人，其他方的評估數據則介於在70,000至104,000人之間。英軍損失了1,400人。德軍最高指揮部對於死傷的官方數據為84,834人，其他方的評估數據則界於60,000至100,000人之間。
盟軍趁著此戰後的優勢繼續施壓，在1945年2月剛開始時，將戰線推回到1944年12月的狀況。2月初盟軍在西線發起全面攻勢，北部在蒙哥馬利指揮下向阿亨前進，中部由考特尼·霍奇斯指揮，南部則是由乔治·巴顿指揮。蒙哥馬利在12月和1月間的作為，包括1月7日的記者會，進一步損毀他與美軍盟友的關係直到戰爭終結。
德軍此戰役中受到的損傷在許多方面皆是致命的，德國最後的預備役現已用盡，德國空軍已毀，西線的德軍被推回。最重要的是，現在是攻下東線的時機，可是東部德軍已無力阻止蘇軍前進，德軍在兩線皆不斷失敗並且再也未能恢復。
美軍這時缺乏在戰區的支援部隊，《美國軍事歷史》寫道：
缺乏替換步兵對抗敵軍反攻的艾森豪將軍，提供了在役黑人自願加入步兵任務的機會，超過4,500人響應。其中許多人自願降級以符合需求，第6集團軍將這些人組成臨時連隊，第12集團軍將他們組成排加入現有步槍連。這些自願者的傑出戰績，特別是在該些排服役的人，預示著戰後部隊改變僱用黑人的傳統。

## 引用
1. ↑  Bergström 2014，第428頁.
2. ↑  Bergström 2014，第358頁.
3. ↑  Miles, Donna. . United States Department of Defense. 14 December 2004  [20 February 2010]. （原始内容存档于2011-06-08）.
4. 1 2  .   [29 May 2018]. （原始内容存档于25 May 2013）.
5. ↑  Cirillo 2003，第53頁
6. ↑  MacDonald 1998，第618頁
7. ↑  .   [29 May 2018]. （原始内容存档于25 May 2013）.
8. ↑  Boog, Krebs & Vogel 2001，第632頁.
9. ↑  Parker p. 293
10. ↑  Bergström 2014，第426頁，包括20輛虎II坦克、194輛豹式戰車、158輛四號坦克和182輛突擊砲和驅逐戰車.

美軍橫越萊茵河

11. ↑  Parker 1991，第339頁.
12. ↑  Schrijvers, Peter. . University Press of Kentucky. 2005: xiv. ISBN 0813123526.
13. ↑  Cole 1964，第170頁.
14. ↑  （Citizen Soldiers, p 208）
15. ↑  （A World At Arms, p 769, Gerhard Weinberg）
16. ↑  （Smith and Clark, 「Riviera To The Rhine,」 p. 527.）